# Calva Y Nada
Calva Y Nada war ein deutsches Musikprojekt, das 1990 ins Leben gerufen wurde. Kopf und Gründer des Projekts war Constantin Warter alias Breñal.

Live unterstützt wurde er von Martin „Tessi“ Tessarek (Keyboards 1991–1993), Tom „Le Puce“ Steinseifer (Schlagzeug 1991–1993) und Peter Augustat (Bass 1992). Später wurden diese von Keyboarder Stefan Müter (auch Cyan Kills E.Coli) ersetzt.
Calva Y Nada hatten Live-Auftritte unter anderem bei der Premiere des Woodstage Summer Open Air 1995 und dem Wave-Gotik-Treffen 1998. 2023 erfolgt wieder ein Live-Auftritt auf dem Amphi Festival.
2013 legte das Label Emmo.biz die Alben mit verändertem Artwork neu auf.

## Musikstil
Der Stil von Calva Y Nada lässt sich dem Elektronik-/Avantgarde-Umfeld der 1990er Jahre zuordnen. Neben deutschsprachigen Texten werden hauptsächlich auch spanischsprachige Lieder vorgetragen. Der männliche Gesang klingt verzerrt und düster, die Stimme wird jedoch nicht durch elektronische Effektgeräte wie Distortion oder Vocoder verändert.

## Namensherkunft
Der Name ist die spanische Übersetzung von „Glatze und Nichts“. „Glatze“ ist eine Anspielung auf das ehemalige Vorgängerprojekt Glatze des Willens, der zweite Namensteil entstammt dem Buch „Das Sein und das Nichts“ von Jean-Paul Sartre.

## Diskografie

### Alben
- 1990 · El Peste Perverso Lleva Mi Peluca
- 1991 · Dias Felizes – enthält u. a. »Rascheln«
- 1993 · Monologe eines Baumes – enthält u. a. »Der Sturm«
- 1994 · Palpita, Corazón, Palpita
- 1996 · Das Böse macht ein freundliches Gesicht
- 1998 · Schlaf

### EPs und Singles
- 1994 · Die Katze im Sack (EP)
- 1996 · Finstere Zeit (Maxi-CD)